# HND (banda)
HND é uma banda estoniana de metal formada em 2006 na cidade de Tallinn.

## Integrantes
- Tarvo Mölder – vocal
- Madis Savi – guitarra
- Tarmo Põiklik – baixo
- Andi Aus – bateria

## Discografia
- 2007: Paturaamat
- 2008: Aivaravai
- 2009: Päikesepilkajad